# Platytroctes apus
El seársido ápodo (Platytroctes apus) es una especie de pez marino de la familia de los platitróctidos.

## Morfología
La longitud máxima descrita es de 25 cm. Sin espinas en las aletas, cuerpo altamente comprimido y flácido similar a una hoja, con órganos luminosos no nodulares en la zona del opérculo con parte superior e inferior del pedúnculo caudal con bioluminiscencia, aletas pectorales pequeñas y color del cuerpo marrón oscuro.

## Distribución y hábitat
Es un pez marino batipelágico, que habita las aguas profundas en un rango entre los 385 y 5.393 metros. Se distribuye de forma amplia por la casi totalidad del océano Atlántico, océano Pacífico y océano Índico.